# Kastráki (Naupacte, Étolie-Acarnanie)
Pour les articles homonymes, voir Kastráki.
Kastráki (grec moderne : Καστράκι) est une localité située dans le dème de Naupactie, dans le district régional d'Étolie-Acarnanie, dans la périphérie de Grèce-Occidentale, en Grèce.
Selon le recensement de 2021, elle compte 39 habitants.